# Verneuil-sur-Avre
Verneuil-sur-Avre, prvotno Verneuil-au-Perche, je naselje in občina v severozahodnem francoskem departmaju Eure regije Zgornje Normandije. Leta 2012 je naselje imelo 6.215 prebivalcev.

## Geografija
Kraj leži v pokrajini Normandiji ob reki Avre, 40 km jugozahodno od Évreuxa.

## Zgodovina
- 1173: obleganje Verneuila v času upora proti angleškemu kralju in normanskemu vojvodu Henriku II. Plantagenetu,
- 1424: bitka pri Verneuilu, v kateri je angleško-burgundska vojska porazila francosko-škotsko vojsko in dobila nadzor nad Normandijo ter Akvitanijo v času stoletne vojne,
- 1449: osvojitev Verneuila s strani francoskega kralja Karla VII. ob njegovem ponovnem osvajanju Normandije proti koncu stoletne vojne.

## Uprava
Verneuil-sur-Avre je sedež istoimenskega kantona, v katerega so poleg njegove vključene še občine Armentières-sur-Avre, Bâlines, Les Barils, Bourth, Chennebrun, Courteilles, Gournay-le-Guérin, Mandres, Piseux, Pullay, Saint-Christophe-sur-Avre, Saint-Victor-sur-Avre in Tillières-sur-Avre z 11.574 prebivalci.
Kanton Verneuil-sur-Avre je sestavni del okrožja Évreux.

## Zanimivosti
- cerkev sv. Marije Magdalene iz 12. do 15. stoeltja, s 56 metrov visokim zvonikom,
- Notredamska cerkev iz 12. stoletja,
- stolp Tour Grise iz 13. stoletja,
- opatija sv. Nikolaja iz 17. stoletja,
- ostanki nekdanje cerkeve sv. Janeza iz 16. stoletja, bombardirane med drugo svetovno vojno.